# Пркачин, Никола
Никола Пркачин (хорв. Nikola Prkačin; род. 15 ноября 1975, Дубровник) — хорватский бывший профессиональный баскетболист, играл на позициях тяжёлого форварда и центрового.

## Профессиональная карьера

### Сплит
В 1993 году в возрасте 18 лет Пркачин перешёл в хорватский клуб Премьер-лиги «Сплит», где он играл в течение следующих пяти сезонов. Пркачин зарекомендовал себя как преемник знаменитого центрового «Югопластики» Дино Раджи, и за время в клубе он также приобрел значительный опыт и знания. Через несколько сезонов он стал одним из ключевых игроков команды. Со «Сплитом» он два раза выиграл Кубка Хорватии.

### Цибона
Перед сезоном 1998/1999 Пркачин перешёл в тогдашних чемпионов Хорватии клуб «Цибона» из Загреба, где он играл в течение следующих пяти сезонов. С «Цибоной» он выиграл пять чемпионатов Хорватии и четырежды Кубок Хорватии. Он также выиграл турнир открытия Евролиги в 2001 году. Он был назван самым ценным игроком чемпионата Хорватии в 2002 году. В составе «Цибоны» среди его товарищей по команде были: Славен Римац, Зоран Планинич, Йосип Сесар, Дино Раджа и Чаки Эткинс.

### Эфес Пилсен
После десяти лет в хорватской премьер-лиге, Пркачин наконец подписал контракт с иностранным клубом. В 2003 году он подписал контракт с турецким клубом Суперлиги «Эфес Пилсен». Пркачин зарекомендовал себя в клубе, поскольку он играл на регулярной основе в качестве центрового. Он отыграл четыре сезона в составе «Эфеса».
С «Эфесом» он выиграл два чемпионата турецкой Суперлиги и два Кубка Турции.

### Динамо Москва
В 2007 году Пркачин присоединился к российскому клубу Суперлиги «Динамо» Москва. Он играл за клуб в сезоне 2007/2008. Он покинул клуб до окончания сезона, в январе 2008 года.

### Панатинаикос
В январе 2008 года, во второй половине сезона 2007/2008, Пркачин присоединился к греческому клубу «Панатинаикос». С «Панатинаикосом» он выиграл чемпионат Греции и Кубок Греции.

### Возвращение в «Цибону»
Перед сезоном 2008/2009 Пркачин вернулся в Хорватию, подписав контракт с «Цибоной».

### Загреб
В 2009 году Пркачин присоединился к хорватскому клубу «Загреб». Он завершил свою карьеру игрока в «Загребе» в 2010 году.

## Карьера в национальной сборной
Пркачин был членом молодёжной сборной Хорватии до 22 лет. Его дебют на крупном турнире в составе взрослой сборной Хорватии состоялся на Евробаскете 1997 года. После этого он играл за Хорватию на следующих крупных турнирах ФИБА: Евробаскет 1999 года, Евробаскет 2001 года, Евробаскет 2003 года, Евробаскет 2005 года и Евробаскет 2007 года. Он также представлял Хорватию на летних Олимпийских играх 2008 года и Евробаскете 2009 года. Пркачин дважды был капитаном сборной Хорватии.

## Тренерская карьера
С 2012 по 2014 год Пркачин был помощником тренера взрослой мужской сборной Хорватии.

## Профиль игрока
Пркачин в основном играл на позиции центрового, хотя также играл в качестве тяжелого форварда. Пркачин был известен своим пик-н-роллом, точным броском с крюка и броском со средней дистанции. Хотя он был ниже ростом по сравнению с большинством других европейских центровых своей эпохи, Пркачин компенсировал это своей огромной силой и балансом тела. Редко можно было увидеть, как Пркачин пытается забить трёхочковый.

## Личная жизнь
Пркачин проживает в Загребе, со своей женой и пятью детьми, один из которых — Роко Пркачин также является профессиональным баскетболистом. В свободное время он любит рыбалку и играть в водное поло.

## Статистика
| Сезон | Команда         | Лига         | GP  | GS | MPG  | FG%  | 3P%  | FT%  | RPG | APG | SPG | BPG | PFL | TOV | PPG  |
| --- | --------------- | ------------ | --- | -- | ---- | ---- | ---- | ---- | --- | --- | --- | --- | --- | --- | ---- |
| 2000/01 | Цибона          | Евролига     | 11  | 5  | 20,9 | 49,4 | 0,0  | 68,8 | 4,3 | 0,9 | 1,9 | 0,1 | 3,9 | 2,2 | 9,1  |
| 2001/02 | Цибона          | Евролига     | 6   | 2  | 24,5 | 40,5 | 0,0  | 60,7 | 4,7 | 2,7 | 1,7 | 0,5 | 3,7 | 2,7 | 8,5  |
| 2002/03 | Цибона          | Евролига     | 20  | 10 | 25,8 | 53,1 | 12,5 | 66,3 | 5,3 | 2,4 | 2,1 | 0,6 | 4,0 | 3,2 | 11,2 |
| 2003/04 | Эфес Пилсен     | Евролига     | 16  | 13 | 20,7 | 51,6 | 0,0  | 67,4 | 4,2 | 1,5 | 1,0 | 0,4 | 3,4 | 1,8 | 7,8  |
| 2004/05 | Эфес Пилсен     | Евролига     | 22  | 5  | 22,5 | 57,4 | 0,0  | 73,6 | 4,6 | 1,8 | 1,1 | 0,2 | 3,1 | 2,5 | 9,9  |
| 2005/06 | Эфес Пилсен     | Евролига     | 22  | 18 | 30,3 | 56,3 | 0,0  | 70,9 | 5,2 | 1,9 | 1,6 | 0,1 | 3,0 | 2,5 | 12,1 |
| 2006/07 | Эфес Пилсен     | Евролига     | 20  | 6  | 18,3 | 59,1 | -    | 60,9 | 3,9 | 1,3 | 1,0 | 0,1 | 3,2 | 2,0 | 6,6  |
| 2007/08 | Все клубы       | Все лиги     | 14  | 3  | 10,4 | 50,0 | -    | 77,4 | 2,2 | 0,6 | 0,6 | 0,1 | 1,8 | 1,2 | 5,1  |
| 2007/08 | Динамо (Москва) | Кубок Европы | 10  | 3  | 12,7 | 51,2 | -    | 78,9 | 2,8 | 0,7 | 0,7 | 0,0 | 2,0 | 1,5 | 5,7  |
| 2007/08 | Панатинаикос    | Евролига     | 4   | 0  | 4,5  | 42,9 | -    | 75,0 | 0,8 | 0,5 | 0,5 | 0,3 | 1,3 | 0,5 | 3,8  |
| 2008/09 | Цибона          | Евролига     | 16  | 6  | 21,5 | 57,3 | 60,0 | 75,0 | 4,2 | 1,9 | 0,8 | 0,1 | 3,0 | 2,3 | 10,1 |
| Всего | Всего           | Всего        | 147 | 68 | 22,0 | 54,2 | 21,1 | 69,4 | 4,3 | 1,7 | 1,3 | 0,2 | 3,2 | 2,3 | 9,2  |
| В Евролиге | В Евролиге      | В Евролиге   | 137 | 65 | 22,7 | 54,3 | 21,1 | 69,1 | 4,5 | 1,7 | 1,3 | 0,2 | 3,3 | 2,3 | 9,4  |
| Наведите курсор мыши на аббревиатуры в заголовке таблицы, чтобы прочесть их расшифровку Статистика приведена с сайта basketball.realgm.com |                 |              |     |    |      |      |      |      |     |     |     |     |     |     |      |